# حفظ أباد (فولاد لوي الجنوبي)
حفظ أباد (بالفارسية: حفظ‌آباد) هي منطقة سكنية تقع في إيران في قسم فولاد لوي الجنوبی الريفي. يقدر عدد سكانها بـ 170 نسمة بحسب إحصاء 2016.